# Armenia (nombre)

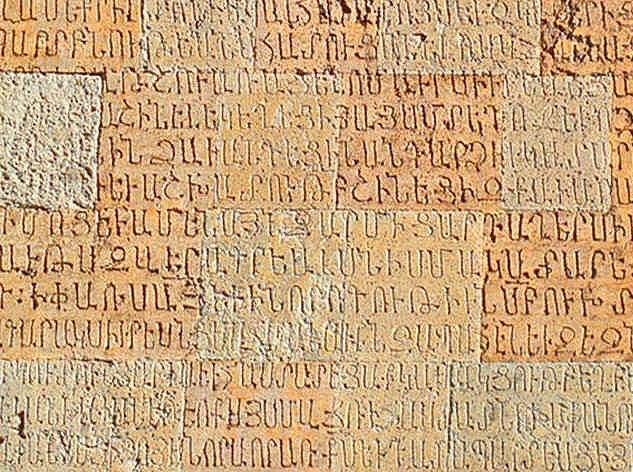
Antigua inscripción armenia.

El nombre Armenia es un exónimo, pues el nombre en armenio para el país es Hayastan, país de Hayk'. Su primera aplicación sin ambigüedades como el etnónimo de los armenios es a fines del siglo VI a. C., en una inscripción persa antigua, como Armina.
Unas décadas más tarde, Heródoto, en su examen de las tropas se oponían a los griegos, escribió que "los armenios estaban armados como los frigios".
Algunas décadas más tarde, Jenofonte, un general griego que luchó contra los persas, describe muchos aspectos de la vida del pueblo armenio y de su hospitalidad. Relata que la gente habla un idioma que suena a su oído como el idioma de los persas.

## Especulaciones acerca del nombre
Sin embargo, existen mucho antes de la Edad de Bronce datos de lo que parece referirse a Armenia como término geográfico en dos fuentes de Egipto y Mesopotamia. La primera es de una inscripción que menciona Armânum junto con Ibla (Ebla) como los territorios conquistados por Naram - Sin (Siglo XXII a. C.), identificados con una colonia acadia en la región de Diarbekr.
Un inventario del emperador acadio-babilónico Sargón el Grande localiza la tierra Armanî más allá de los ríos Tigris y al lado de Lullubi.
Estas especulaciones han sido desmentidas vehementemente por el armeniólogo Nicholas Adontz.
Otro texto del faraón Thutmosis III, en el 33 año de su reinado (1446 a. C.), hace mención al pueblo de Ermenen afirmando que en su tierra "el cielo descansa sobre sus cuatro pilares".
Minni (מנּי) es también un nombre bíblico de la región, que aparece en el libro del profeta Jeremías, junto a Ararat y Ashchenaz. Este territorio es probablemente el mismo que la Minnai de inscripciones asirias, quizás también correspondiente a la Minyans.
Armenia es interpretado por algunos como ḪARMinni, es decir, ‘la región montañosa de la Minni’.
Se ha sugerido que el nombre en antiguo persa Armina y el griego Armenoi son la continuación del topónimo asirio.
En 1940 en la historiografía nacionalista armenia ha especulado en cuanto a la existencia de una tribu de la Edad de Bronce (de un etnónimo, en oposición a un topónimo) de Armens (Armans, Armani; Armenio: Արմեններ Armenner, Առամեններ Aṙamenner), ya sea idéntico o formado a partir de un subconjunto de Hayasa - Azzim,
Alternativamente, se ha sugerido que el nombre sea una "variante" de Urmani, el pueblo que vivía cerca del lago Van y del lago Urmia de acuerdo con las inscripción de Menousas,
La tradición armenia hace de Armenak (o Aram) el gran nieto de Haik.
Otros autores lo conectan con el nombre parsi Armin.

## Actualmente

Estandarte de la Dinastía Artáxida, que gobernó Armenia del 189 a. C. hasta la conquista del país por el Imperio romano en el año 12 a. C.

Términos modernos para referirse a Armenia y los armenios en armenio y otros idiomas vecinos:
|                  | Armenios                           | Armenia                       |
| Armenio          | Հայեր Hayer                        | Հայաստան Hayastan, Հայք Hayk‘ |
| Árabe            | أرمن Armin, singular أرماني Armānī | أرمينيا Armīniyā              |
| Asirio (Siríaco) | ܐܪܡܐܢܥ Armānī                      | ܐܪܡܝܢܝܐ Armīniyā              |
| Azerbaiyano      | Ermənilər                          | Ermənistan                    |
| Persa            | ارمنیان Arminiyān                  | ارمنستان Arministān           |
| Georgiano        | სომხები Somkhebi                   | სომხეთი Somkhet'i             |
| Griego           | Αρμενικό                           | Αρμενία                       |
| Kurdo            | Ermeni                             | Ermenistan                    |
| Ruso             | Армяне                             | Армения                       |
| Turco            | Ermeniler                          | Ermenistan                    |